# 米蛾
米蛾（学名：Corcyra cephalonica），螟蛾科的一种。这种小蛾是重要的害虫。牠的幼虫以干燥的植物为食，比如种子，包括大米之类的粮食。其他有记载的食物有面粉和干果。

## 形態
成蟲翅展約18mm。具有棕褐色的複眼。前翅長橢圓形，外緣圓弧狀，灰褐色，翅面有不甚明顯的縱條紋。後翅比前翅寬闊，也是灰黃色。